# Néjiba Hamrouni
Pour les articles homonymes, voir Hamrouni.
Néjiba Hamrouni (arabe : نجيبة الحمروني), née le 10 mai 1967 et morte le 29 mai 2016, est une journaliste et syndicaliste tunisienne, qui a été présidente du Syndicat national des journalistes tunisiens (en).

## Biographie
Née en 1967, elle devient, après ses études, journaliste au quotidien arabophone Assabah pendant huit ans. Elle poursuit comme rédactrice en chef de la revue Cawtaryat, publiée par le Centre arabe d'étude et de formation de la femme (Center of Arab Woman for Training and Research ou Cawtar). Elle milite en parallèle pour la liberté de la presse et l'indépendance des journalistes,.
Adhérente de l'Association des journalistes tunisiens, elle est à partir de 2008 chargée des libertés de la presse, puis trésorière du Syndicat national des journalistes tunisiens (en) et sujette à de multiples pressions. Elle est la cible de menaces, et d'attaques racistes car elle a la peau noire. Elle est également surveillée par le pouvoir du président Zine el-Abidine Ben Ali.
Après la révolution tunisienne, elle devient la première femme élue en 2011 à la présidence de ce syndicat. Elle le reste jusqu'en 2014, s'investissant notamment pour une rupture avec les pratiques antérieures entre les médias et le pouvoir, pour les conditions de travail des journalistes,  et pour leur formation. Elle se montre particulièrement vigilante sur la liberté de la presse avec le gouvernement dirigé par Hamadi Jebali, issu du parti islamiste Ennahdha, et anime en 2012 une grève nationale des journalistes. Le gouvernement cède, à l'issue de ce mouvement, sur la revendication principale des grévistes, et annonce l'application de deux décrets garantissant la liberté de la presse. Ces décrets 115 et 116 avaient été signés le 2 novembre 2011 par le président par intérim, Fouad Mebazaa, mais restaient bloqués depuis l'arrivée au pouvoir de Jebali. Le décret 115 interdit les restrictions à la circulation de l'information et protège les sources des journalistes alors que le décret 116 crée une Haute Autorité indépendante de la communication audiovisuelle (effective en 2013).
Début mai 2016, la dramaturge tunisienne Leila Toubel lui écrit une lettre de soutien, la sachant atteinte d'un cancer : « La femme que tu es [...] trouvera la force pour lutter contre l'impossible... Alors s'il te plaît, continue ton combat » lui écrit-elle. Elle meurt le 29 mai 2016 des suites de cette maladie,,,.

## Hommages
Le 13 août 2015, elle est décorée du grade d'officier de l'Ordre de la République tunisienne.
À titre posthume, un prix pour l'indépendance journalistique est créé à son nom et décerné par l'association Yakadha (Vigilance pour la démocratie et l'État civil),.